# Chris Dreja
Chris Dreja, egentligen Christopher Walenty Dreja, född 11 november 1945 i Surbiton i Kingston i sydvästra London, är en brittisk gitarrist och basist. 
Dreja, som är son till en polsk stridspilot, var kompgitarrist i rockgruppen The Yardbirds från dess bildande 1963 fram till dess att gruppen upplöstes 1968. När Jimmy Page blev ny gitarrist i Yardbirds 1966 bytte Chris Dreja intstrument till elbas. Page erbjöd Dreja en plats i hans nya band, som snart skulle bli Led Zeppelin, något han avböjde då han ville ägna sig åt fotografi. Sedan 1990-talet har Dreja tillsammans med originaltrummisen Jim McCarty spelat i nya versioner av låtar tidigare framförda av The Yardbirds.

## Diskografi
Album med The Yardbirds (urval)
- Five Live Yardbirds (1964)
- For Your Love (1965)
- Having a Rave Up with The Yardbirds (1965)
- Sonny Boy Williamson & The Yardbirds (1966)
- Roger the Engineer (1966)
- Little Games (1967)
- Birdland (2003)